# Esaltazione di Gesù Cristo
L'Esaltazione di Gesù Cristo (dal latino "exaltatio" = innalzamento) è una espressione proveniente dal Nuovo Testamento per indicare la "posizione" formale che Gesù Cristo risorto detiene presso Dio e rappresentare il ruolo salvifico che egli continua ad avere. Secondo i cristiani, inoltre, nell'esaltazione di Gesù si realizzerebbe l'interpretazione messianica del salmo 110, secondo cui il Messia, seduto alla destra del Signore, sarà il re e giudice della storia umana e il sommo sacerdote che purifica il popolo di Dio.

## Fondamenti neotestamentari
L'Esaltazione di Gesù viene rappresentata negli scritti paolini come l'atto formale con cui Dio Padre "lo risuscitò dai morti e lo fece sedere alla sua destra nei cieli" (Ef 1,20-22), dove "intercede per noi" (Rm 8,34). Per questa dignità Cristo è stato insediato come Signore nel cui nome ogni ginocchio si deve piegare "nei cieli, sulla terra e sotto terra" ().  Seguendo la lettera agli Efesini, sopra citata, la maggioranza dei teologi associa l'Esaltazione di Gesù alla Risurrezione e in questo senso la distingue dall'evento dell'Ascensione, avvenuto 40 giorni dopo e che ne costituisce solo la proclamazione.
Secondo gli Atti degli Apostoli nel giorno di Pentecoste Pietro annunciò agli abitanti di Gerusalemme l'Esaltazione di Gesù collegandola all'interpretazione messianica del salmo 110 (At 2,32-36).
Anche nella Lettera agli Ebrei viene ripetutamente presentata l'Esaltazione come una intronizzazione regale e una realizzazione storica del salmo 110. In particolare si dice di Cristo che "Dopo aver compiuto la purificazione dei peccati, sedette alla destra della Maestà nell'alto dei cieli". L'ascesa al cielo di Gesù è paragonato dall'autore all'ingresso del sommo sacerdote nel Santo dei santi del Tempio per ottenere la purificazione dei peccati nel giorno dello Yom Kippur. Questa interpretazione chiarisce che anche la rottura del Velo del Tempio al momento della morte di Gesù, raccontata dai Sinottici, allude alla sua Esaltazione.
Nell'Apocalisse di Giovanni, invece, l'Agnello immolato non siede alla destra del Padre, ma si trova in mezzo allo stesso trono di Dio (), segno di una cristologia che identifica le persone divine. Già nel Vangelo di Giovanni, scritto prima dell'Apocalisse, si sottolinea l'importanza della passione e morte di Gesù, indicato fin dall'inizio da Giovanni Battista come l'agnello di Dio (Gv 1,29), infatti, "il sangue di Gesù, il Figlio suo, ci purifica da ogni peccato" (1 Gv 1,7).
Nel capitolo 12 di Giovanni, quindi, l'esaltazione di Gesù nella gloria divina è associata all'innalzamento sulla croce (Gv 12, 32-34).
Gesù è la vittima espiatoria ma anche per Giovanni egli è il Sommo Sacerdote che presenta a Dio l'offerta espiatoria. Ciò spiegherebbe fra l'altro, secondo Eli Lizorkin-Eyzelberg, un dettaglio misterioso del vangelo di Giovanni: il fatto che egli si lasci toccare dai suoi discepoli solo otto giorni dopo la Risurrezione, quando Tommaso mette la mano nel suo costato. Secondo il libro dell'Esodo (Es 29,35), infatti, l'investitura del Sommo Sacerdote richiede sette giorni.

## Esaltazione o adozione?
L'esaltazione di Gesù viene da alcuni teologi interpretata in senso adozionista, cioè secondo la teoria teologica per cui l'uomo Gesù sarebbe diventato Dio solo dopo il sacrificio sulla croce. Tale teoria teologica si contrappone a quella dell'incarnazione di Gesù, per cui Gesù sarebbe una persona pre-esistente del Dio trinitario incarnatasi a Betlemme. Secondo Bart Ehrman i primi cristiani sarebbero stati adozionisti, come apparirebbe dal battesimo di Gesù nel Vangelo di Marco. Secondo altri teologi, invece, la divinità di Gesù era riconosciuta da molti cristiani sin dai primi decenni del cristianesimo, come testimoniato per esempio dalle epistole paoline.